# Scottish FA Cup 1972/73
Der Scottish FA Cup wurde 1972/73 zum 88. Mal ausgespielt. Der wichtigste schottische Fußball-Pokalwettbewerb, der vom Schottischen Fußballverband geleitet und ausgetragen wurde, begann am 16. Dezember 1972 und endete mit dem Finale am 5. Mai 1973 im Hampden Park von Glasgow. Als Titelverteidiger startete der Rekordsieger Celtic Glasgow in den Wettbewerb. Im Vorjahresfinale hatten sich die Bhoys gegen Hibernian Edinburgh durchgesetzt. Im diesjährigen Endspiel um den Schottischen Pokal standen sich Celtic und die Rangers im Old Firm gegenüber. Die Rangers feierten im 100-jährigen Bestehens des Vereins durch einen 3:2-Erfolg den 20. Pokalgewinn seit deren ersten Sieg im Jahr 1894. Es war das insgesamt 10. Finalderby der beiden Vereine seit den vorangegangenen Endspielen 1894, 1899, 1904, 1909, 1928, 1963, 1966, 1969 und 1971. Die Siegertrophäe wurde nach Spielende von Prinzessin Alexandra an Rangers-Kapitän John Greig übergeben. Es war das letzte Endspiel um den schottischen Pokal das mehr als 100.000 Zuschauer besuchten. In der Saison 1972/73 gewann Celtic die schottische Meisterschaft, die Rangers den Pokal und die Hibs den Ligapokal. Als Sieger des Wettbewerbs nahmen die Rangers am Europapokal der Pokalsieger teil und verloren in der 2. Runde gegen Borussia Mönchengladbach.

## 1. Runde
Ausgetragen wurden die Begegnungen am 16. Dezember 1972. Das Wiederholungsspiel fand am 23. Dezember 1972 statt.
|                       | Ergebnis |                 |
| --------------------- | -------- | --------------- |
| Babcock & Wilcox      | 0:2      | Berwick Rangers |
| Brechin City          | 0:0      | FC Clydebank    |
| FC East Stirlingshire | 1:0      | Ross County     |
| Ferranti Thistle      | 3:1      | FC Duns         |
| FC Montrose           | 2:0      | Albion Rovers   |

### Wiederholungsspiel
|              | Ergebnis |              |
| ------------ | -------- | ------------ |
| FC Clydebank | 1:2      | Brechin City |

## 2. Runde
Ausgetragen wurden die Begegnungen am 13. und 25. Januar 1973. Die Wiederholungsspiele fanden am 17./20./23. Januar 1973 statt.
|                      | Ergebnis |                       |
| -------------------- | -------- | --------------------- |
| Alloa Athletic       | 0:2      | Berwick Rangers       |
| Brechin City         | 0:0      | FC East Stirlingshire |
| Brora Rangers        | 0:4      | Hamilton Academical   |
| FC Inverness Thistle | 2:1      | FC Queen’s Park       |
| Ferranti Thistle     | 2:2      | Elgin City            |
| FC Stenhousemuir     | 0:3      | Raith Rovers          |
| FC Vale of Leithen   | 0:0      | FC Montrose           |
| Queen of the South   | 2:0      | Forfar Athletic       |

### Wiederholungsspiele
|                       | Ergebnis |                    |
| --------------------- | -------- | ------------------ |
| FC East Stirlingshire | 1:2      | Brechin City       |
| Elgin City            | 2:1      | Ferranti Thistle   |
| FC Montrose           | 3:0      | FC Vale of Leithen |

## 3. Runde
Ausgetragen wurden die Begegnungen am 3. Februar 1973. Die Wiederholungsspiele fanden am 7. Februar 1973 statt.
|                      | Ergebnis |                      |
| -------------------- | -------- | -------------------- |
| Ayr United           | 3:0      | FC Inverness Thistle |
| Berwick Rangers      | 1:3      | FC Falkirk           |
| Brechin City         | 2:4      | FC Aberdeen          |
| Celtic Glasgow       | 4:1      | FC East Fife         |
| FC Clyde             | 1:1      | FC Montrose          |
| FC Dumbarton         | 4:1      | FC Cowdenbeath       |
| Dunfermline Athletic | 0:3      | FC Dundee            |
| Elgin City           | 0:1      | Hamilton Academical  |
| Heart of Midlothian  | 0:0      | Airdrieonians FC     |
| Hibernian Edinburgh  | 2:0      | Greenock Morton      |
| FC Kilmarnock        | 2:1      | Queen of the South   |
| FC Motherwell        | 2:1      | Raith Rovers         |
| Glasgow Rangers      | 1:0      | Dundee United        |
| FC St. Mirren        | 0:1      | Partick Thistle      |
| Stirling Albion      | 3:3      | FC Arbroath          |
| FC Stranraer         | 1:1      | FC St. Johnstone     |

### Wiederholungsspiele
|                  | Ergebnis  |                     |
| ---------------- | --------- | ------------------- |
| Airdrieonians FC | 3:1       | Heart of Midlothian |
| FC Arbroath      | 0:1       | Stirling Albion     |
| FC Montrose      | 4:2       | FC Clyde            |
| FC St. Johnstone | 1:2 n. V. | FC Stranraer        |

## Achtelfinale
Ausgetragen wurden die Begegnungen am 24. und 28. Februar 1973. Die Wiederholungsspiele fanden 28. Februar 1973 statt.
|                 | Ergebnis |                     |
| --------------- | -------- | ------------------- |
| Ayr United      | 2:1      | Stirling Albion     |
| FC Dumbarton    | 2:2      | Partick Thistle     |
| FC Kilmarnock   | 0:1      | Airdrieonians FC    |
| FC Montrose     | 2:2      | Hamilton Academical |
| FC Motherwell   | 0:4      | Celtic Glasgow      |
| Glasgow Rangers | 1:1      | Hibernian Edinburgh |
| FC Stranraer    | 2:9      | FC Dundee           |
| FC Aberdeen     | 3:1      | FC Falkirk          |

### Wiederholungsspiele
|                     | Ergebnis |                 |
| ------------------- | -------- | --------------- |
| Hamilton Academical | 0:1      | FC Montrose     |
| Hibernian Edinburgh | 1:2      | Glasgow Rangers |
| Partick Thistle     | 3:1      | FC Dumbarton    |

## Viertelfinale
Ausgetragen wurden die Begegnungen am 17. März 1973. Das Wiederholungsspiel fand am 21. März 1973 statt.
|                 | Ergebnis |                  |
| --------------- | -------- | ---------------- |
| Celtic Glasgow  | 0:0      | FC Aberdeen      |
| FC Montrose     | 1:4      | FC Dundee        |
| Partick Thistle | 1:5      | Ayr United       |
| Glasgow Rangers | 2:0      | Airdrieonians FC |

### Wiederholungsspiel
|             | Ergebnis |                |
| ----------- | -------- | -------------- |
| FC Aberdeen | 0:1      | Celtic Glasgow |

## Halbfinale
Ausgetragen wurden die Begegnungen am 4. und 7. April 1973 im Hampden Park von Glasgow. Das Wiederholungsspiel fand am 11. April 1973 ebenfalls im Hampden Park statt.
|                 | Ergebnis |            |
| --------------- | -------- | ---------- |
| Celtic Glasgow  | 0:0      | FC Dundee  |
| Glasgow Rangers | 2:0      | Ayr United |

### Wiederholungsspiel
|           | Ergebnis  |                |
| --------- | --------- | -------------- |
| FC Dundee | 0:3 n. V. | Celtic Glasgow |

## Finale
| Glasgow Rangers                       | Glasgow Rangers | Celtic Glasgow | Celtic Glasgow |
| ------------------------------------- | --- | --- | -------------- |
| Glasgow Rangers                       | \| Finale \| \| 5. Mai 1973 in Glasgow (Hampden Park) \| \| Ergebnis: 3:2 (1:1) \| \| Zuschauer: 122.714 \| \| Schiedsrichter: John Gordon \| \| Spielbericht \|                                  | \| Finale \| \| 5. Mai 1973 in Glasgow (Hampden Park) \| \| Ergebnis: 3:2 (1:1) \| \| Zuschauer: 122.714 \| \| Schiedsrichter: John Gordon \| \| Spielbericht \|                                             | Celtic Glasgow |
| Glasgow Rangers                       | Peter McCloy – Sandy Jardine, John Greig, Willie Mathieson, Tom Forsyth – Tommy McLean, Quintin Young, Alfie Conn jun., Alex MacDonald – Derek Johnstone, Derek Parlane Cheftrainer: Jock Wallace | Ally Hunter – Danny McGrain, Billy McNeill, George Connelly, Jim Brogan (60. Bobby Lennox) – Jimmy Johnstone, David Hay, Bobby Murdoch, Tommy Callaghan – Kenny Dalglish, John Deans Cheftrainer: Jock Stein | Celtic Glasgow |
| Glasgow Rangers                       | 1:1 Derek Parlane (35.) 2:1 Alfie Conn jun. (46.) 3:2 Tom Forsyth (61.) | 0:1 Kenny Dalglish (25.) 2:2 George Connelly (52., Elfmeter) | Celtic Glasgow |
| Finale                                | | |                |
| 5. Mai 1973 in Glasgow (Hampden Park) | | |                |
| Ergebnis: 3:2 (1:1)                   | | |                |
| Zuschauer: 122.714                    | | |                |
| Schiedsrichter: John Gordon           | | |                |
| Spielbericht                          | | |                |